# Mount Gevers
Mount Gevers ist ein 1480 m hoher und felsiger Berg im Königin-Maud-Gebirge der antarktischen Ross Dependency. In den Hays Mountains ragt er an der Nordflanke des Cappellari-Gletschers auf, wo dieser in den Amundsen-Gletscher mündet. 
Der United States Geological Survey kartierte ihn anhand eigener Vermessungen und Luftaufnahmen der United States Navy aus den Jahren von 1960 bis 1964. Das Advisory Committee on Antarctic Names benannte ihn 1967 nach dem südafrikanischen Geologen Traugott Wilhelm Gevers (1900–1991), der von 1964 bis 1965 auf der McMurdo-Station tätig war.